# Clossiana
Clossiana är ett släkte av fjärilar. Clossiana ingår i familjen praktfjärilar.

## Bildgalleri

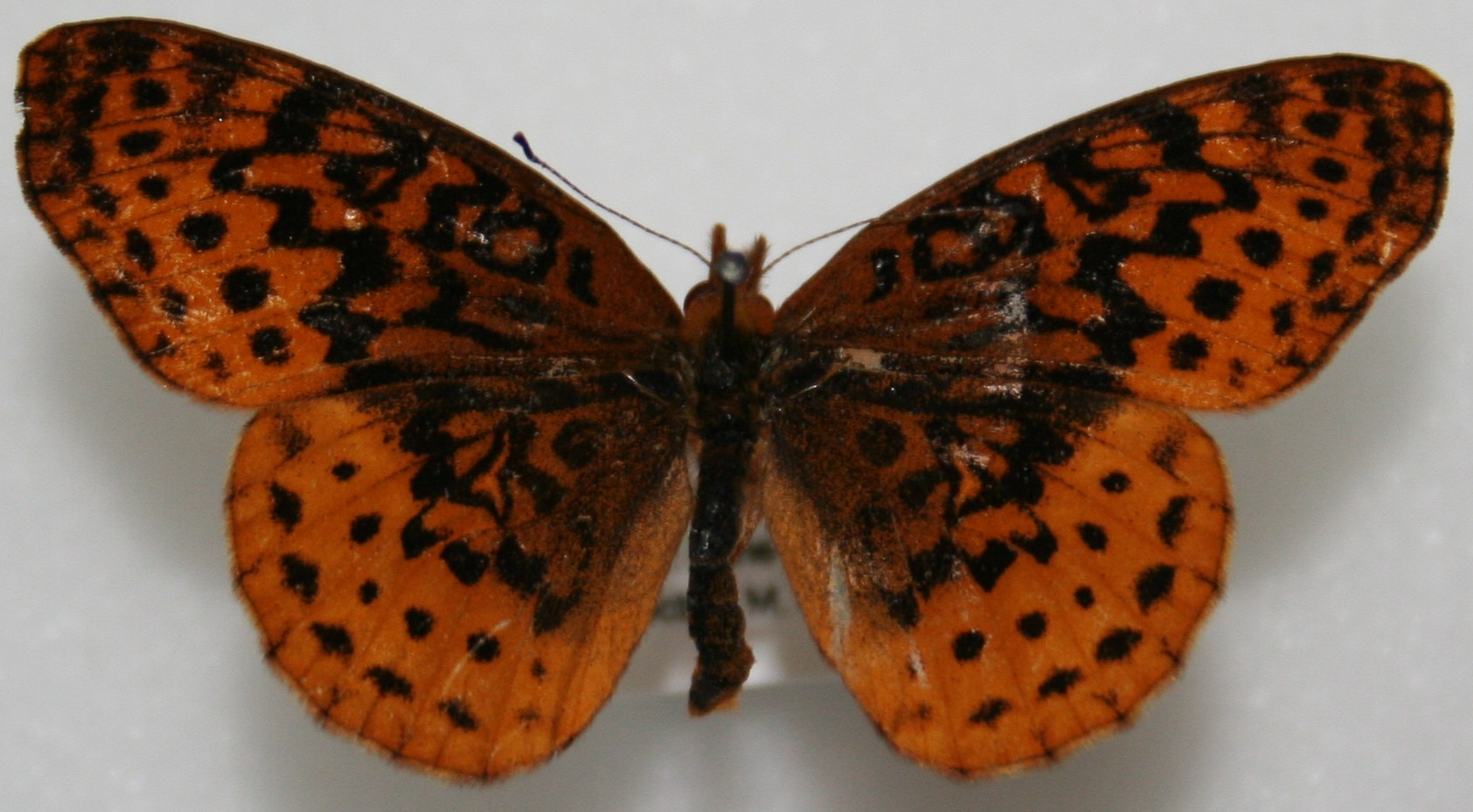
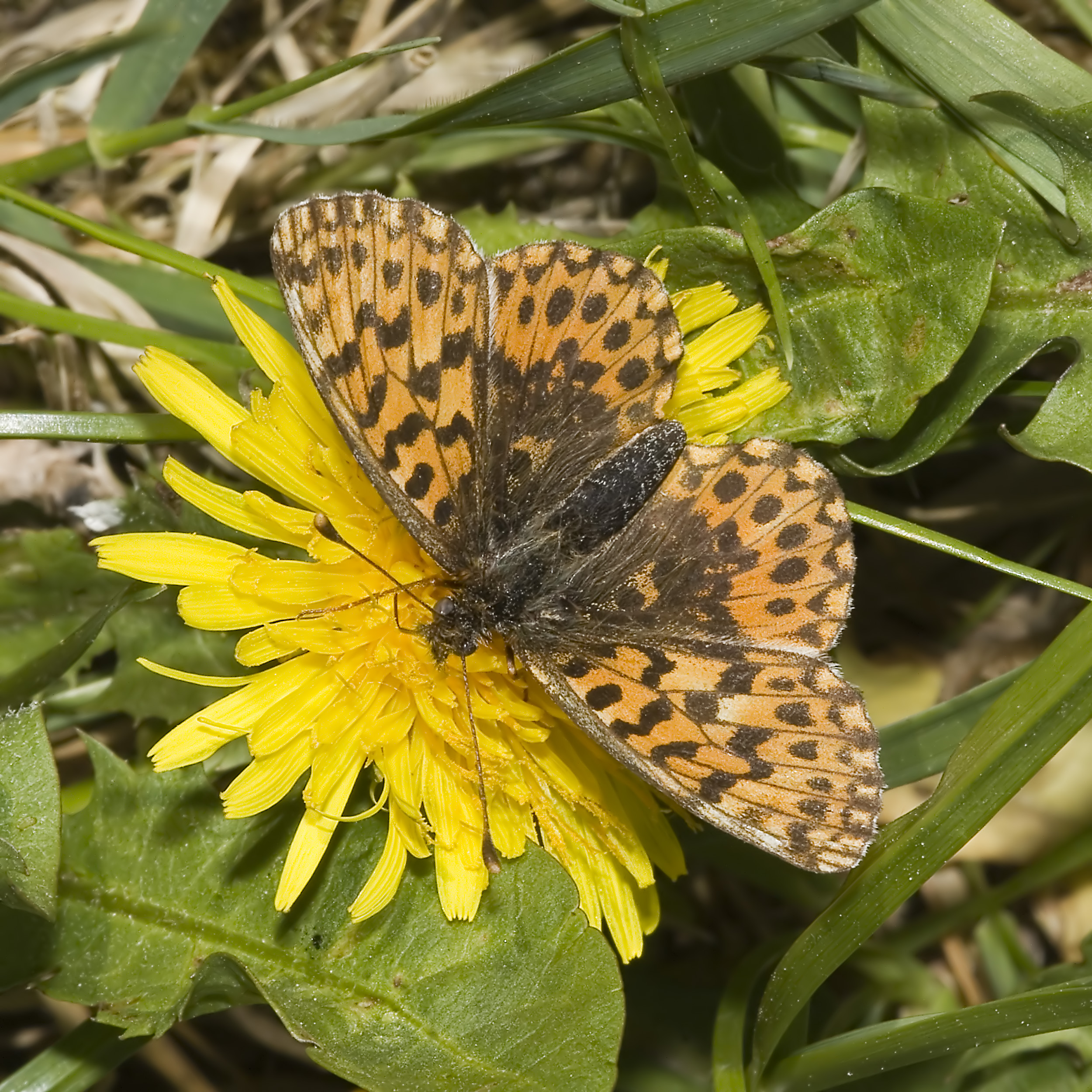
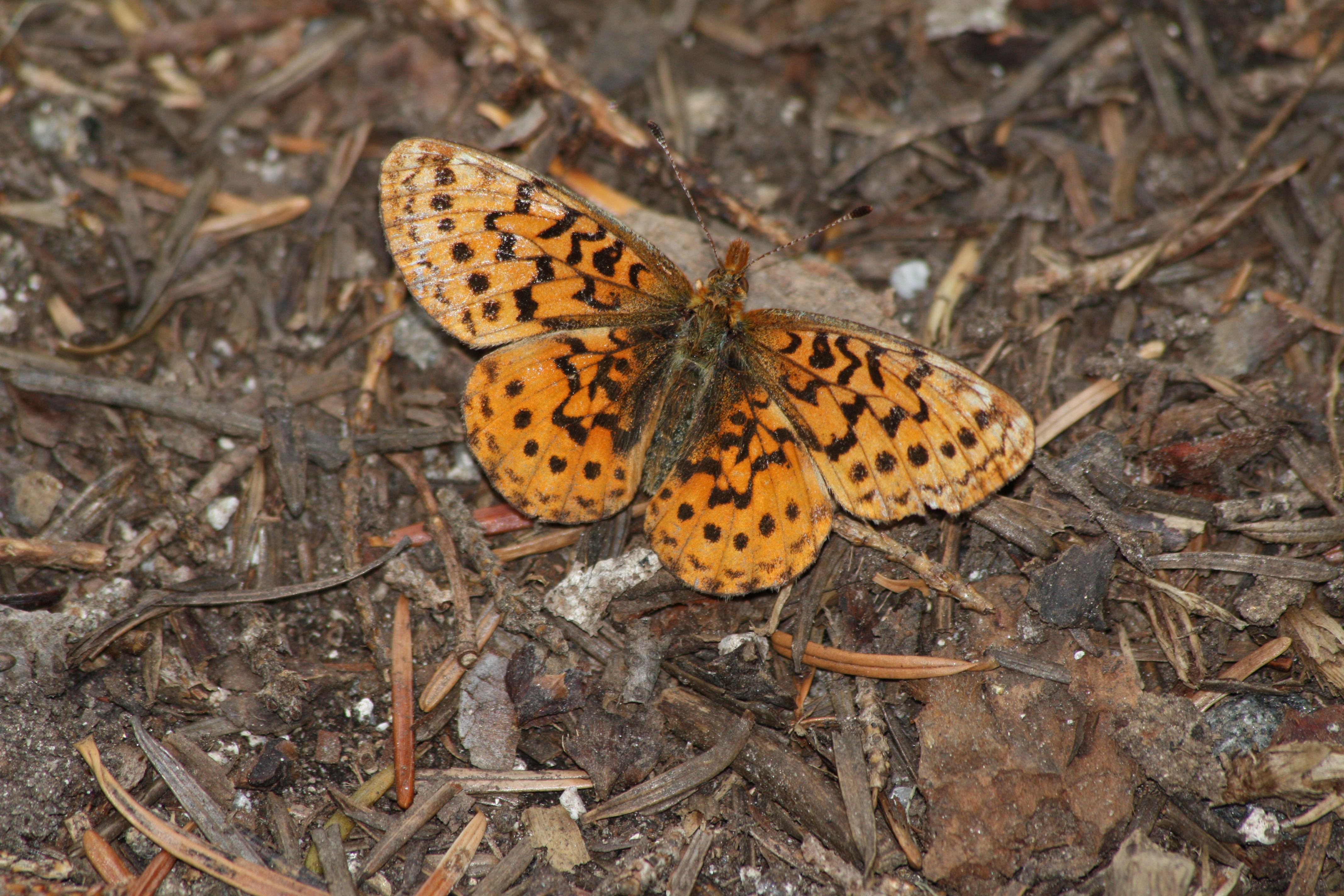
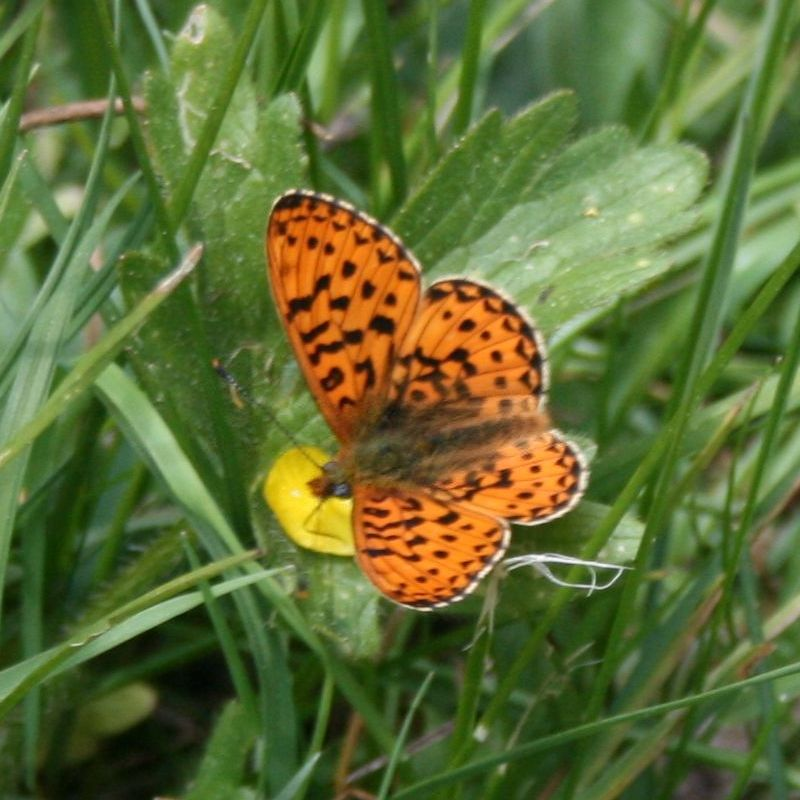
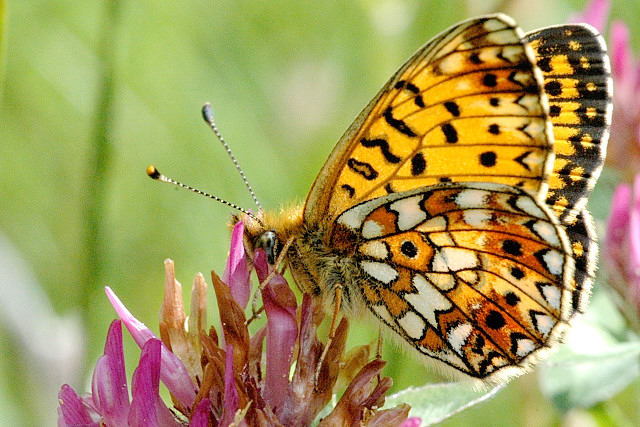

## Dottertaxa tillClossiana, i alfabetisk ordning[1]
- Clossiana ahti
- Clossiana aili
- Clossiana alaskensis
- Clossiana albequina
- Clossiana alberta
- Clossiana albina
- Clossiana albomaculata
- Clossiana alpestris
- Clossiana alpina
- Clossiana altaica
- Clossiana alticola
- Clossiana amathusia
- Clossiana americana
- Clossiana ammiralis
- Clossiana amphilochus
- Clossiana andersoni
- Clossiana angarensis
- Clossiana anka
- Clossiana annae
- Clossiana answina
- Clossiana antediniensis
- Clossiana apennina
- Clossiana arctica
- Clossiana argenticollis
- Clossiana astarte
- Clossiana atrocostalis
- Clossiana australis
- Clossiana austreminens
- Clossiana austroneston
- Clossiana banffensis
- Clossiana baxteri
- Clossiana bellona
- Clossiana bialovienzensis
- Clossiana bivina
- Clossiana bivittata
- Clossiana blachieri
- Clossiana blandina
- Clossiana boisduvalii
- Clossiana borealis
- Clossiana bosna
- Clossiana brenda
- Clossiana browni
- Clossiana butleri
- Clossiana calais
- Clossiana calida
- Clossiana calynde
- Clossiana capronnieri
- Clossiana carelius
- Clossiana cashmirensis
- Clossiana chariclea
- Clossiana charis
- Clossiana chitralensis
- Clossiana chlorographa
- Clossiana chosensis
- Clossiana chotana
- Clossiana couleti
- Clossiana cynosoma
- Clossiana dagestanica
- Clossiana daisetuzana
- Clossiana daphnoides
- Clossiana densoi
- Clossiana dia
- Clossiana diana
- Clossiana dinara
- Clossiana disconotata
- Clossiana distincta
- Clossiana dorensis
- Clossiana edna
- Clossiana elatus
- Clossiana eldorado
- Clossiana elegans
- Clossiana eminens
- Clossiana erda
- Clossiana erubescens
- Clossiana euphrosyne
- Clossiana euphrosynella
- Clossiana excellens
- Clossiana exmaculata
- Clossiana fasciata
- Clossiana fingal
- Clossiana forstorpensis
- Clossiana freija
- Clossiana frigga
- Clossiana galiseri
- Clossiana gibsoni
- Clossiana gong
- Clossiana grandis
- Clossiana gunderi
- Clossiana haberhaueri
- Clossiana halesa
- Clossiana hegemone
- Clossiana hela
- Clossiana helena
- Clossiana herzi
- Clossiana houri
- Clossiana hudaki
- Clossiana hypercala
- Clossiana hyperlampra
- Clossiana hyperusia
- Clossiana improbula
- Clossiana ingens
- Clossiana interligata
- Clossiana iphigenia
- Clossiana isabella
- Clossiana jakutensis
- Clossiana jenistai
- Clossiana jenningsae
- Clossiana jerdoni
- Clossiana jezoensis
- Clossiana jugurtha
- Clossiana julia
- Clossiana kamtschadalis
- Clossiana karafutonis
- Clossiana kleenei
- Clossiana kriemhild
- Clossiana kurenzovi
- Clossiana labradorensis
- Clossiana lapponica
- Clossiana lavinia
- Clossiana lecharlesi
- Clossiana lehmanni
- Clossiana lemagneni
- Clossiana leonina
- Clossiana lucki
- Clossiana lugens
- Clossiana magnaclara
- Clossiana major
- Clossiana mandarina
- Clossiana mariapaula
- Clossiana maritima
- Clossiana martini
- Clossiana melanotica
- Clossiana meridionalis
- Clossiana microtitania
- Clossiana minor
- Clossiana minuscula
- Clossiana miyakei
- Clossiana montinus
- Clossiana morrisii
- Clossiana myrina
- Clossiana myrissa
- Clossiana nabokovi
- Clossiana nansetsuzana
- Clossiana natazhati
- Clossiana nebraskensis
- Clossiana nenoquis
- Clossiana nephele
- Clossiana neston
- Clossiana nestonclara
- Clossiana nigricans
- Clossiana nigrofasciata
- Clossiana nigrostriata
- Clossiana nivea
- Clossiana niveola
- Clossiana obscura
- Clossiana obscurata
- Clossiana obscurior
- Clossiana obscuripennis
- Clossiana obsoleta
- Clossiana omproba
- Clossiana orientisvivax
- Clossiana ornata
- Clossiana orphanus
- Clossiana oscarus
- Clossiana padimira
- Clossiana pallida
- Clossiana pardopsis
- Clossiana pauca
- Clossiana pernimia
- Clossiana perryi
- Clossiana phaenna
- Clossiana pittionii
- Clossiana plumbea
- Clossiana polaris
- Clossiana postdia
- Clossiana posteronubilata
- Clossiana pralognana
- Clossiana rabesina
- Clossiana radiata
- Clossiana rainieri
- Clossiana reducta
- Clossiana rossicus
- Clossiana rusalka
- Clossiana sachalinensis
- Clossiana saga
- Clossiana sagata
- Clossiana samkoi
- Clossiana sedychi
- Clossiana selenis
- Clossiana septentrionalis
- Clossiana serena
- Clossiana serratimarginata
- Clossiana setania
- Clossiana sibirica
- Clossiana speranda
- Clossiana staudingeri
- Clossiana takamukuella
- Clossiana tana
- Clossiana tapio
- Clossiana tarquinius
- Clossiana tatrica
- Clossiana terrae-novae
- Clossiana thalis
- Clossiana thore
- Clossiana titania
- Clossiana toddi
- Clossiana tollandensis
- Clossiana transsylvanica
- Clossiana transuralensis
- Clossiana transversa
- Clossiana transversata
- Clossiana tschukotkensis
- Clossiana umbra
- Clossiana varianana
- Clossiana wawonae
- Clossiana victoria
- Clossiana vittata
- Clossiana youngi
- Clossiana zehlae